# Oxbergsbron
Oxbergsbron tar både väg och järnväg över Österdalälven vid Oxberg. Oxberg ligger i Mora kommun, men bron passerar gränsen mot Älvdalens kommun.
Denna bro som är cirka 101 m lång (27+47+27), är en av Sveriges mycket få kombinerade väg- och järnvägsbroar, med gemensam bana. Väg och järnväg går inte bredvid varandra utan järnvägsspåret går i vägbanan, så när ett tåg kommer stängs vägen av med bommar. Bron är smal och bilar kan inte mötas på den.
Vägen är "Vasaloppsvägen" (Mora)–Oxberg–Sälen, och järnvägen är sträckan Älvdalen-Mora som endast används för godståg. Järnvägen öppnades för trafik år 1900 och bron byggdes i samband med det.

## Bron avstängd
Bron stängdes av för all trafik (både tåg och väg) den 2 november 2016 då Trafikverket vid en inspektion hittade allvarliga skador vilket gjorde att man inte kunde garantera brons säkerhet.
Strax före midnatt den 20 april 2017 lyftes den sista delen av bron i land. Den ersattes med en beredskapsbro som används till dess att en permanent ersättning, bestående av separata järnvägs- respektive vägbroar, finns på plats. Byggstart är planerad till 2025 med en byggtid på 2 år. 

## Galleri

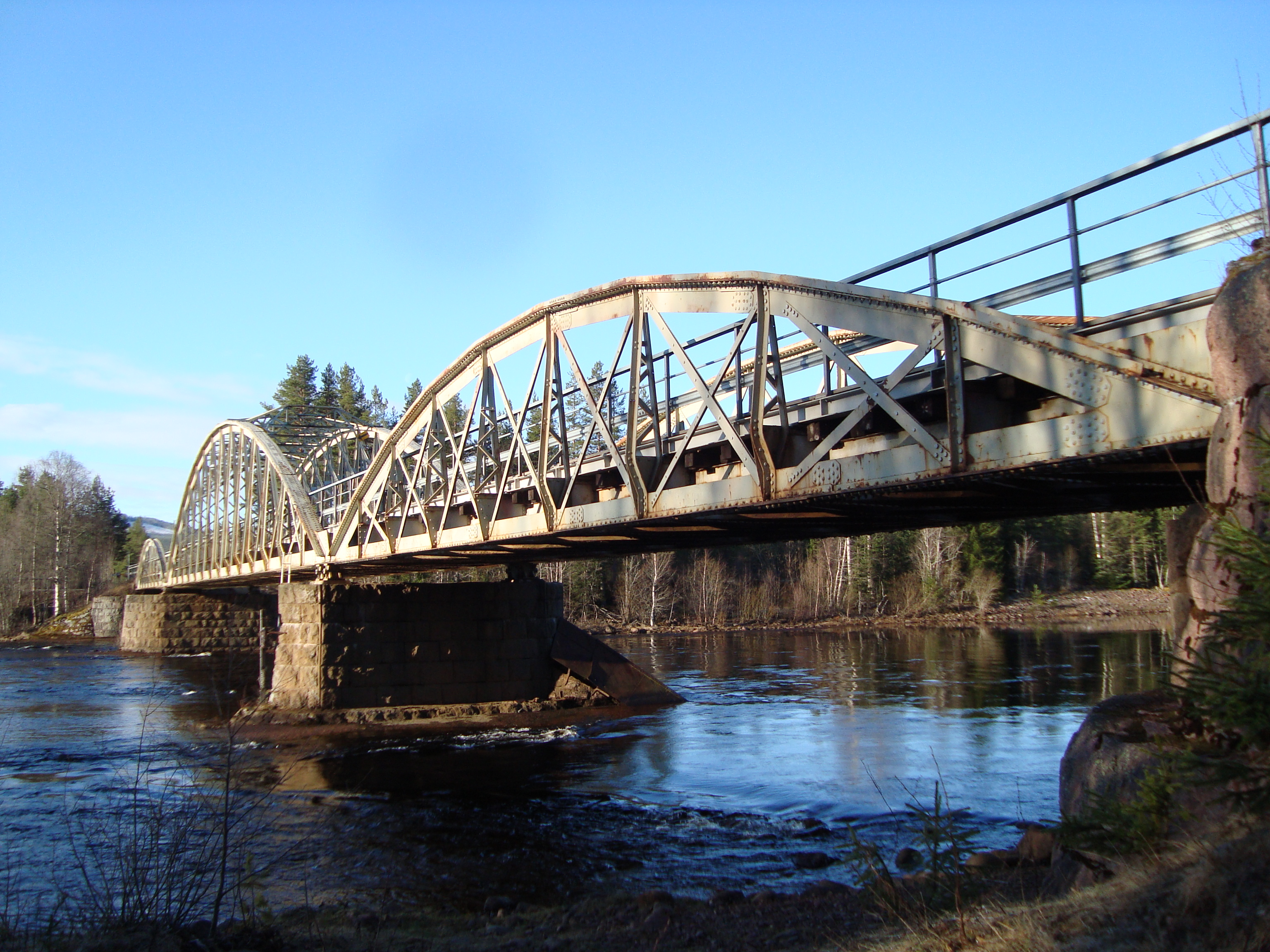
Oxbergsbron (nu riven)
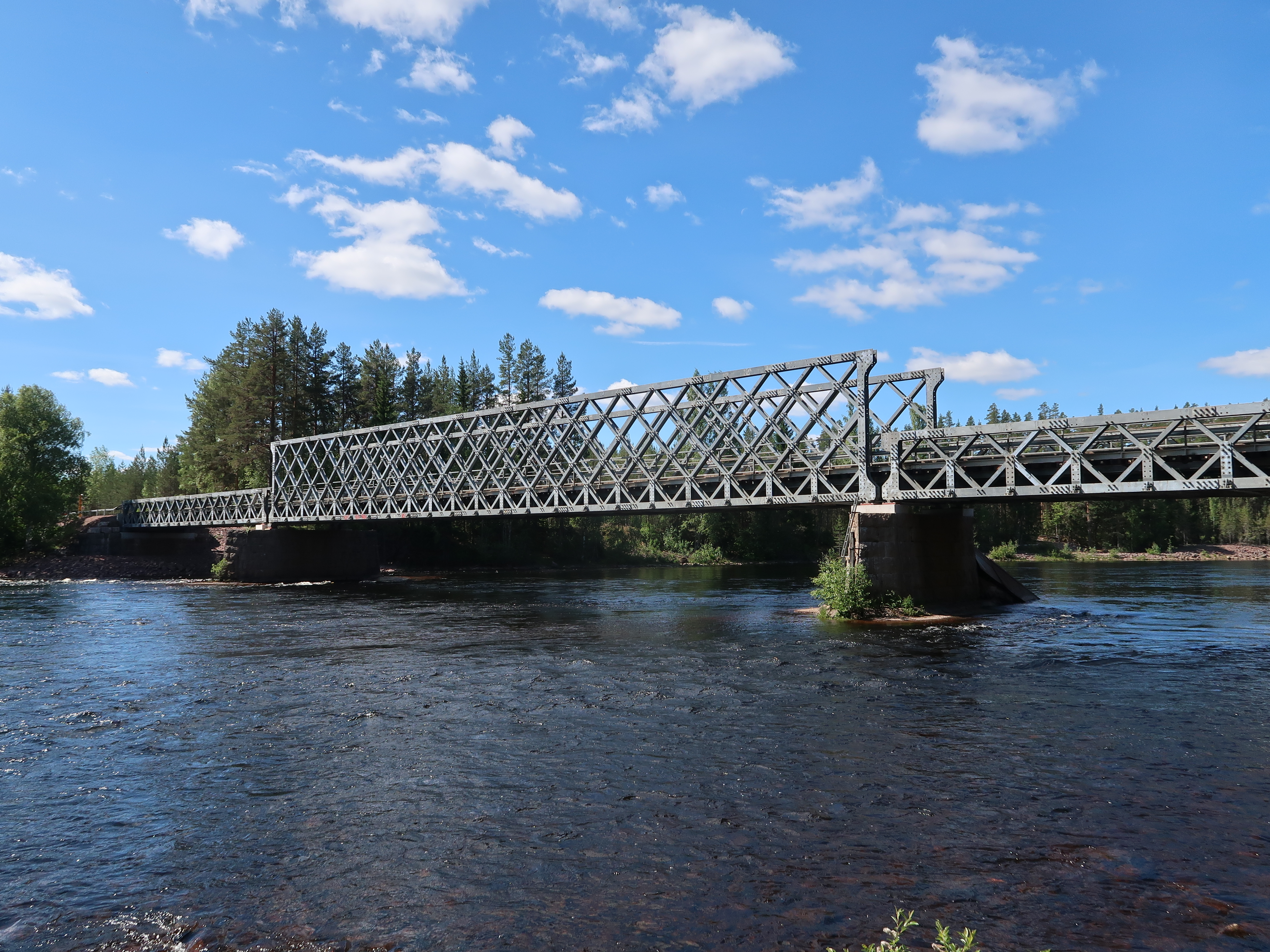
Oxbergsbron (beredskapsbron)
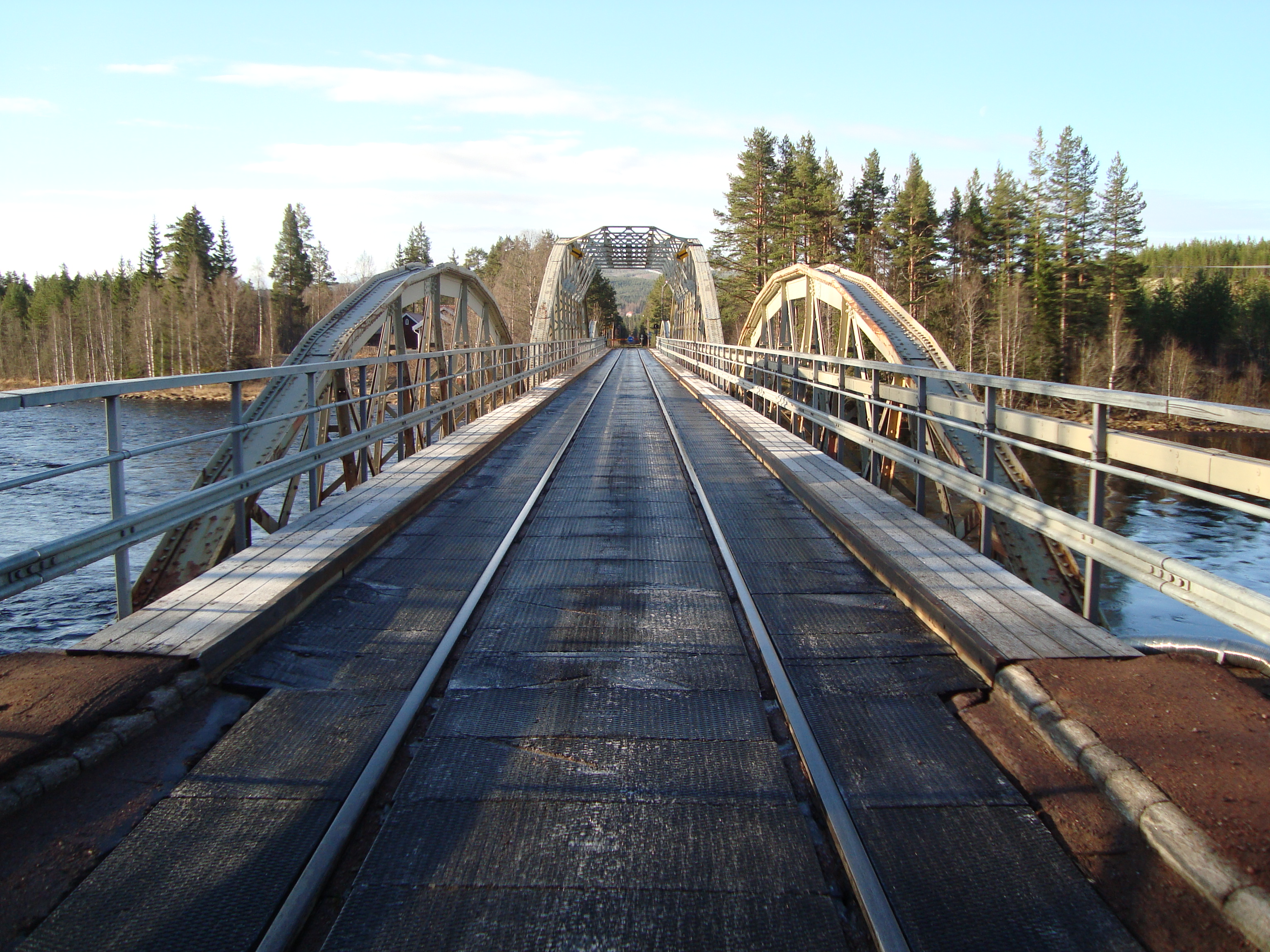
Väg- och spårbana
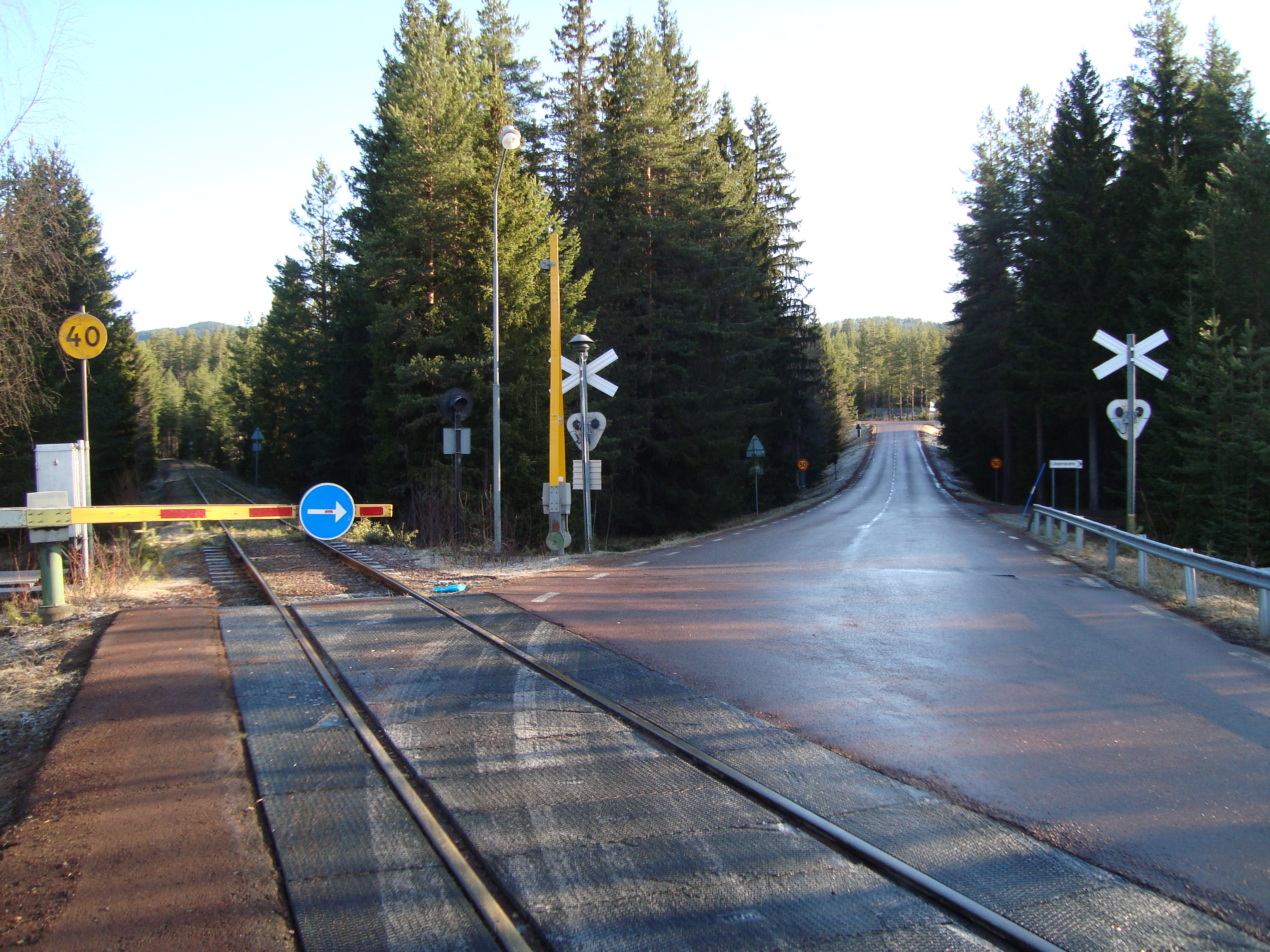
Brons norra av- och påfart